# Karl Wolter (Fußballspieler)
Karl Wolter (* 2. August 1894 in Hohenlübbichow in Brandenburg; † 19. April 1959) war ein deutscher Fußballspieler.

## Karriere

### Vereine
Der nach der Jahrhundertwende aus dem kleinen brandenburgischen Flecken Hohenlübbichow nach Berlin gekommene Wolter, kam über die Station SC des Westens 97 Berlin zu Vorwärts 90 Berlin.
In den vom Verband Brandenburgischer Ballspielvereine ausgetragenen Meisterschaften bestritt er ab der Saison 1912/13 bis zum Saisonende 1922/23 Punktspiele. Am Ende seiner Premierensaison belegte sein Verein den vierten Platz. Die Folgesaison schloss seine Mannschaft als Drittplatzierter ab. In den folgenden Spielzeiten – auch während des Ersten Weltkriegs – spielte sein Verein keine besondere Rolle, was sich auch in den Platzierungen (1914/15: 6., 1915/16 und 1916/17: jeweils 10., 1917/18: 11., 1918/19: 13.) widerspiegelte. Das wurde 1919/20 in einer 13er-Liga mit dem fünften Platz erstmals wieder besser. Ein Jahr später allerdings gewann er mit dem 4:1-Sieg nach Hin- und Rückspiel gegen den BFC Preussen die Berliner Meisterschaft. Danach standen die Spiele in der Endrunde um die deutsche Meisterschaft an. Nach Erfolgen gegen den Stettiner SC (2:1, ein Tor von Wolter), einem weiteren 2:1 nach Verlängerung im Halbfinale gegen den Duisburger SpV zogen Wolter und Kollegen in das Finale am 12. Juni 1921 in Düsseldorf gegen den klar favorisierten 1. FC Nürnberg ein. Bei der 0:5-Niederlage waren Albert Weber (Torhüter), Walter Fritzsche (Verteidiger), Georg Schumann (Linksaußen) und der auf Halblinks spielende Karl Wolter chancenlos.
Nach den im April 1923 in Hin- und Rückspiel ausgetragenen Finalspielen um die Berliner Meisterschaft, die im Gesamtergebnis mit 2:4 gegen den SC Union Oberschöneweide verloren wurden, schloss er sich zur Saison 1923/24 dem BFC Alemannia Berlin-Nord an.
An der Seite von dem späteren Hertha BSC-Star Johannes Sobeck errang er die Meisterschaft und zog in die Endrunde um die deutsche Meisterschaft ein. Da erwies sich aber wieder der 1. FC Nürnberg am 11. Mai 1924 im Berliner Grunewaldstadion als eine zu hohe Hürde: Mit 1:6 verlor der Berliner Meister das Viertelfinalspiel und der „Club“ setzte sich auch im Finale mit 2:0 gegen den Hamburger SV durch. Im folgenden Spieljahr, 1924/25, konnte Alemannia als Vizemeister von Brandenburg erneut an der deutschen Endrunde teilnehmen, aber auch hier scheiterten Wolter, Sobeck und Fritz Bache bereits im Achtelfinale mit 1:2 am Duisburger SpV.
Nach dem Ende seiner Spielerkarriere, 1935, war er noch als Sportwart für seinen Verein tätig.

### Auswahl-/Nationalmannschaft
Wolter absolvierte in der Zeit von 1912 bis 1924 36 Spiele für die Berliner Stadtauswahl. Er hatte auch bereits in der Spielzeit 1912/13 im Wettbewerb um den Kronprinzenpokal gespielt und scheiterte am 14. November 1920 in Dresden im Halbfinale des Bundespokals mit der Auswahlmannschaft des Verbandes Brandenburgischer Ballspielvereine gegen den die Auswahlmannschaft des Verbandes Mitteldeutscher Ballspiel-Vereine mit 1:2.
Für die A-Nationalmannschaft debütierte er am 6. Oktober 1912 in Kopenhagen, im ersten Länderspiel nach den Olympischen Sommerspielen 1912 in Stockholm, gegen die Nationalmannschaft Dänemarks. Gegen den Silbermedaillengewinner der Olympischen Spiele um deren Star Nils Middelboe, verlor die DFB-Elf mit 1:3. Vereinsmitspieler Albert Weber stand im Tor und gemeinsam mit Karl Wegele, Adolf Jäger, Willi Worpitzky und Eugen Kipp bildete er 18-jährig dabei die Sturmreihe.
Nach dem Ende des Ersten Weltkriegs konnte der DFB am 27. Juni 1920 in Zürich gegen die Schweizer Nationalmannschaft die internationalen Spiele fortsetzen. Neben Hans Schmidt, Otto Harder und Adolf Jäger war Wolter einer von vier Spielern, die bereits vor Ausbruch des Krieges das Nationaltrikot des DFB getragen hatten; das Spiel wurde mit 1:4 verloren. Sein drittes und letztes Spiel als Nationalspieler bestritt er am 18. September 1921 in Helsinki gegen die Nationalmannschaft Finnlands; beim 3:3-Unentschieden erzielte der spätere Reichs- und Bundestrainer Sepp Herberger zwei Tore.